# Пољска шева
Пољска шева (лат. Alauda arvensis) је мала птица из реда врапчарки. Ове шеве распрострањене су великом броју у Европи, Азији и у планинама Северне Африке.

## Опис
Пољска шева дуга је од 16-18 центиметара. Перје јој је на подручју трбуха смеђкастобеле боје, док је на осталим деловима тела смеђа, с понеким светлијим и тамнијим нијансама. Мужјак има карактеристичан пев, који се чује на даљини од 50 до 100 метара. Обично траје од 2 до 3 минуте, али може трајати и дуже. Крила су шира код мужјака него код женке, што му омогућује дужи лет. У лету показује кратки реп и кратка, широка крила. Храни се бубама. Женка у априлу у травнато гнездо снесе од 3 до 6 јаја. Јаја су жута/бела с смеђкастим/љубичастим тaчкама. Гнездо је веома тешко наћи.

## Распрострањеност
Обично су становници западних регија, док се источне пољске шеве зими селе, идући према северу. На западу, пољске шеве се увек зими настане у нисизајама и морским обалама. Азијске птице могу се појавити у Аљаски; ове птице такође се могу срести на Хавајима и на западу у Северној Америци